# Agnes Carlsson
Agnes Carlsson   (Vänersborg, 6 de març de 1988), coneguda simplement per Agnes, és una artista cantant sueca. Va aconseguir la fama com a guanyadora d'Idol 2005, la segona edició de la Swedish Idol series. Va ser llavors que signa amb la discogràfica Sony Music, on publica el seu àlbum debut homònim, Agnes, i seguidament, Stronger, ambdós arriben al més alt del Swedish Top 60 Albums Chart. A començaments del 2008, va anunciar que trencava amb la seva companyia discogràfica i signava per un petit segell independent Roxy Recordings. El seu tercer àlbum, Dance Love Pop, es publica el 28 d'octubre de 2008 i assoleix el número cinc a Suècia, el lloc setanta a Àustria, el trenta-vuit a França, el quaranta cinc a Suïssa i el tretze al Regne Unit. Amb 200.000 àlbums venuts a tot el món, es converteix en el seu àlbum més reeixit: 50.000 àlbums van ser venuts a França i 40.000 a Suècia. Els seus primers dos singles, "On and On" i "Release Me" van esdevenir èxits internacionals, arribant als deu millors llocs en llistes de tot el món. "Release Me" va encapçalar el Billboard Hot Dance Club Songs i va arribar a número u a tres llistes en el Regne Unit, venent més de 900,000 còpies a tot el món. Agnes ha reconegut a Stevie Wonder com la seva inspiració i sovint ha mencionat també a Whitney Houston i Janet Jackson.

## Vida i carrera musical
Agnes Carlsson va néixer a Vänersborg, Suècia, el 6 de març de 1988, sent la més jove de quatre germans. El seu pare era un enginyer mediambiental i la seva mare era infermera i treballadora social. Agnes va començar a rebre lliçons de violí i es va unir a un cor sent encara molt petita.
A la primavera de 2005, es presenta a l'audició per a la segona edició del popular concurs de cant suec Ídol a Gothenburg. Arriba a la final i, amb el suport del 57% de vots del públic, derrota a Sebastian Karlsson. És proclamada com a la segona Ídol sueca, i la primera dona en guanyar el concurs. Immediatament després de guanyar l'Idol, Agnes va signar un contracte amb Sony BMG i va llançar el seu single "Right Here Right Now (My Heart Belongs to You)". En una setmana, va aconseguir el número u a Suècia, on va estar sis setmanes. La cançó ràpidament aconsegueix el doble platí per haver venut més de 40.000 còpies a Suècia. Una setmana després, el 19 de desembre de 2005, es va anticipar el llançament del seu àlbum debut Agnes, que també va aconseguir la categoria de platí la primera setmana. El març de 2006 es va llançar el seu segon single,"Stranded", que no obtingué la mateixa acollida del primer. Tot i així, el seu àlbum continuà en el Top 60 Albums chart.
L'11 d'octubre de 2006 llança el seu segon àlbum,Stronger, com el primer, va arribar al número u i també aconsegueix que sigui platí al vendre més de 50.00 còpies a Suècia. A principis de 2008, trenca amb Sony BMG, signa amb el segell independent Roxy Recordings i publica, a l'octubre de 2009, el seu tercer àlbum d'estudio Dance Love Pop. L'àlbum suposa un canvi dins de l'estil de música de l'Agnes, més dance i club, deixant de banda el pop i R&B del principi. Va aconseguir arribar al cinquè lloc a Suècia, on va vendre 10.000 còpies la primera setmana. El 2009, Roxy Recordings projecta internacionalment la cançó "Release Me", primer a Dinamarca, on arriba al número 6, i després a Anglaterra on signa amb una petita companyia: 3Beat. En vuit setmanes va aconseguir ser platí al vendre per damunt de les 300.000 còpies.
La primera aparició d'Agnes fora d'Europa fou a Austràlia a finals de juliol on va signar amb Warner Music. Aquell mateix mes la companyia discogràfica Geffen Records van anunciar que havien signat amb l'Agnes per llençar "Release Me" als EUA.
El juny de 2010, Agnes i Björn Skifs actuen al casament de Victòria, Princesa de Suècia, amb Daniel Westling. La cançó "When You Tell the World You're Mine" va ser escrita especialment per aquesta ocasió pel Jörgen Elofsson, amb música del mateix Elofsson i John Lundvik.
El quart àlbum d'Agnes, Veritas, va ser llençat al setembre de 2012 i a finals de 2013, va llençar Collection, un recopilatori dels seus grans èxits.

### 2019 - 2021: Retorn amb Magic Still Exists
Set anys després del llançament del seu últim àlbum, Agnes va revelar en el seu Instagram que participaria en el single pòstum d'Avicii, "Tough Love". A octubre de 2019, publica l'EP "Nothing Can Compare" que inclou les cançons "Limelight" i "I Trance”, llençades anteriorment com a singles.
El 21 d'agost de 2020, Agnes va estrenar el senzill Fingers Crossed. El maig del 2021 va estrenar un altre senzill, anomenat 24 Hours. El 13 d'agost del 2021 publicava l'EP The Circle Sessions, que comptava amb versions acústiques per totes dues cançons. El dia 1 d'octubre estrenaria un altre senzill, Here Comes The Night. L'11 d'octubre, Agnes anunciava oficialment Magic Still Exists, el seu primer àlbum d'estudi en més de 9 anys, que va ser llançat digialment el 22 d'octubre. Totes les cançons del disc compten amb la producció de Vargas & Lagola.

## Influències i estil musical
En aquesta etapa primerenca de la seva carrera, on participava al programa Idol de Suècia, va citar a Stevie Wonder com la seva inspiració. Els dos primers àlbums tenen una forta influència del R&B, soul i pop. Després de deixar Sony Music i signar amb Roxy, s'encamina cap al dance i al gènere de club, on va ser introduïda pel compositor i productor Anders Hansson. Agnes sovint ha citat cantants dones com Beyoncé, Whitney Houston i Janet Jackson com a la seva inspiració dins música.

## Vida personal
Des del 2009, la parella d'Agnes Carlsson és el també músic suec Vincent Pontare

## Discografia
- Agnes (2005)
- Stronger (2006)
- Dance Love Pop (2008)
- Veritas (2012)
- Magic Still Exists (2021)